# Darius Mikučauskas
Darius Mikučauskas (* 1. Juli 1966 in der Rajongemeinde Panevėžys) ist ein litauischer Forstingenieur und Politiker von Kaišiadorys.

## Leben
1991 absolvierte er das Diplomstudium an der Lietuvos žemės ūkio akademija und wurde Forstingenieur. Von 1997 bis 2000 war er Bürgermeister der Rajongemeinde Kaišiadorys. Er ist stellvertretender Forstmeister für Forstwissenschaft im Forstamt Kaišiadorys, früher Förster von Rumšiškės.
Seit 1993 ist er Mitglied Tėvynės sąjunga - Lietuvos krikščionys demokratai.
Er ist verheiratet und mit Frau Rita hat die Söhne Rokas und Pranas.

## Quelle
- CV

| Personendaten    | Personendaten                                            |
| ---------------- | -------------------------------------------------------- |
| NAME             | Mikučauskas, Darius                                      |
| KURZBESCHREIBUNG | litauischer Forstingenieur und Politiker von Kaišiadorys |
| GEBURTSDATUM     | 1. Juli 1966                                             |
| GEBURTSORT       | Rajongemeinde Panevėžys                                  |